# 锡库利亚纳
锡库利亚纳（義大利語：Siculiana），是意大利西西里大区阿格里真托省的一个市镇。总面积40.6平方公里，人口4624人，人口密度113.9人/平方公里（2009年）。ISTAT代码为084042。